# Cryptoneurus tridentatus
Cryptoneurus tridentatus är en tvåvingeart som först beskrevs av Jean-Jacques Kieffer 1896.  Cryptoneurus tridentatus ingår i släktet Cryptoneurus och familjen gallmyggor.
Artens utbredningsområde är Frankrike. Inga underarter finns listade i Catalogue of Life.